# Kościół Przemienienia Pańskiego w Dąbrówce
Kościół Przemienienia Pańskiego w Dąbrówce – rzymskokatolicki kościół filialny należący do parafii Świętej Trójcy w Raciążu (dekanat Rytel diecezji pelplińskiej).
Jest to świątynia ufundowana przez Macieja Janta-Połczyńskiego, właściciela dóbr Wieka Komorza. Nowemu kościołowi nadał papież Klemens XIII w breve z dnia 19 czerwca 1767 roku prawa parafialne i jeden odpust w święto Przemienienia Pańskiego, czyli w dniu 6 sierpnia. Potomkowie kolatora odnowili świątynię w 1881 roku. Wieża została dostawiona w 1928 roku przez dr. Leona Jantę-Połczyńskiego, działacza społecznego i politycznego Pomorza. Biskup Stanisław Okoniewski w tym samym roku poświęcił kamień węgielny pod wieżą budowli. Po II wojnie światowej kościół został wpisany do rejestru zabytków, ze względu na jego wyposażenie w stylu rokokowym, będące unikatem na Pomorzu. Poprzednio nosiła wezwanie św. Jana Nepomucena. Obecnie nosi wezwanie Przemienienia Pańskiego
W 1984 roku podczas urzędowania księdza Gerarda Kulwickiego przebudowane zostały ściany nawy i prezbiterium. Dotychczasowa konstrukcja szkieletowa drewniana została wymieniona na konstrukcję murowaną, przy czym został zachowany oryginalny wystrój ścian. Od 2001 roku ksiądz Henryk Fetke przy współudziale parafian i wsparciu finansowym rodziny Janta-Połczyńskich z Belgii a także instytucji Państwowych rozpoczął remont świątyni (zewnętrzny i wewnętrzny) i trwa on do czasów obecnych.